# Wesnowo (Krasnosnamensk)
Wesnowo (russisch Весново, deutsch Kussen, litauisch Kusai) ist eine Siedlung im Süden des Rajon Krasnosnamensk in der russischen Oblast Kaliningrad. Sie gehört zur kommunalen Selbstverwaltungseinheit Munizipalkreis Krasnosnamensk.

## Geographische Lage
Wesnowo, am Bach Wesnjanka (dt. Kussuppe, bis 1938 bis 1945: Rabenfließ), liegt zehn Kilometer westlich der früheren Kreisstadt Dobrowolsk (Pillkallen/Schloßberg) und 23 Kilometer südwestlich der Rajonstadt Krasnosnamensk (Lasdehnen/Haselberg) an der Regionalstraße 27A-025 (ex R508). Innerorts enden zwei Nebenstraßen, von Nordwesten die Kommunalstraße 27K-187 von Lunino (Lengwethen/Hohensalzburg) über Uslowoje (Rautenberg) und von Südosten die Kommunalstraße 27K-231 aus der Richtung von Sadowoje (Jentkutkampen/Burgkampen) kommend. Eine Bahnanbindung besteht nicht.

## Geschichte

Kussen im Nordosten Ostpreußens, nordöstlich von Gumbinnen, südöstlich von Tilsit und östlich von Königsberg i. Pr., auf einer Landkarte von 1908

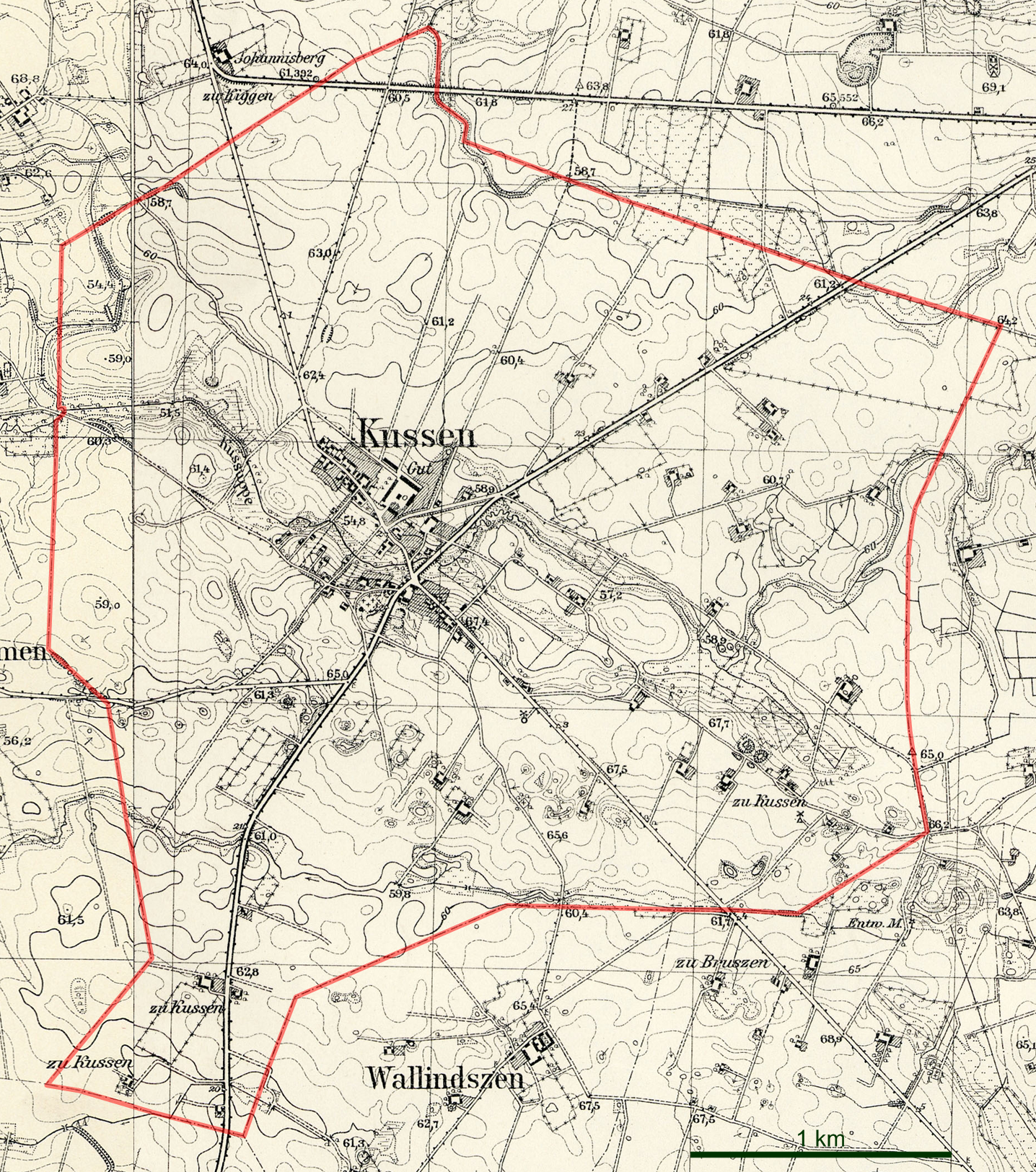
Die Gemeinde Kussen auf zwei Messtischblättern von 1933 und 1936

Der Ort wurde 1539 als Cussey erstmals erwähnt. 1565 wurde dem Ort nach kölmischen Recht ein Krug zugeschrieben. Um 1721 wurde ein königliches Vorwerk erbaut, das von 1730 bis 1810 Sitz eines eigenen Domänenamtes war. Dazu hatte Kussen als Kirchdorf besondere Bedeutung für die Region. Landgemeinde und Gutsbezirk Kussen gehörten seit 1874 zum neu gebildeten Amtsbezirk Kussen im Kreis Pillkallen. 1928 wurde der Gutsbezirk an die Landgemeinde angeschlossen.
Nach der Eroberung Ostpreußens am Ende des Zweiten Weltkriegs wurde Kussen der Sowjetunion einverleibt. Im Jahr 1947 erhielt der Ort den russischen Namen Wesnowo und wurde gleichzeitig Sitz eines Dorfsowjets im Rajon Krasnosnamensk. Von 2008 bis 2015 war Wesnowo Sitz einer Landgemeinde, gehörte von 2016 bis 2021 zum Stadtkreis Krasnosnamensk und seither zum Munizipalkreis Krasnosnamensk.

### Einwohnerentwicklung
| Jahr | Einwohner | Bemerkungen                                                                 |
| ---- | --------- | --------------------------------------------------------------------------- |
| 1867 | 778       | in der Landgemeinde 699, im Gutsbezirk 79                                   |
| 1871 | 802       | in der Landgemeinde 732, im Gutsbezirk 70                                   |
| 1885 | 798       | in der Landgemeinde 702, davon am Wohnplatz Wolfenthal 22; im Gutsbezirk 96 |
| 1905 | 775       | in der Landgemeinde 685, im Gutsbezirk 90                                   |
| 1910 | 753       | in der Landgemeinde 647, im Gutsbezirk 86                                   |
| 1933 | 683       |                                                                             |
| 1939 | 662       |                                                                             |
| 1984 | ~ 610     |                                                                             |
| 2002 | 741       |                                                                             |
| 2010 | 771       |                                                                             |
| 2021 | 665       |                                                                             |

### Amtsbezirk Kussen (1874–1945)
Der Amtsbezirk Kussen wurde 1874 im Kreis Pillkallen eingerichtet. Er umfasste zunächst sieben Landgemeinden (LG) und zwei Gutsbezirke (GB):
| Name                 | Änderungsname von 1938 | Russischer Name nach 1945 | Bemerkungen                                                                       |
| -------------------- | ---------------------- | ------------------------- | --------------------------------------------------------------------------------- |
| Bruszen (LG)         | Kiesfelde              | Krasnoretschenskoje       | 1936–1938: Bruschen                                                               |
| Budszuhnen (LG)      | Eschenhöhe             |                           | 1936–1938: Budschuhnen                                                            |
| Kalbassen (GB)       | Schwaighöfen           | Orlowskoje                | 1940 aus dem Amtsbezirk ausgegliedert und als eigener Ortspolizeibezirk etabliert |
| Kussen (LG)          |                        | Wesnowo                   |                                                                                   |
| Kussen (GB)          |                        |                           | 1928 in die LG Kussen eingegliedert                                               |
| Radszen [Ksp Kussen] | Radenau (1935)         | Juschnoje                 |                                                                                   |
| Urblaugken           | Urlau                  | (Wesnowo)                 |                                                                                   |
| Wallindszen          | Wallinden              | Romaschkino               | 1936–1938: Wallindschen                                                           |
| Wassantkehmen        | Wildnisrode            | (Wesnowo)                 |                                                                                   |

1935 wurden die Landgemeinden in Gemeinden umbenannt. Am 1. Januar 1945 gehörten zum Amtsbezirk Kussen die sieben Gemeinden Eschenhöhe, Kiesfelde, Kussen, Radenau, Urlau, Wallinden und Wildnisrode.

### Wesnowski selski Sowet/okrug 1947–2008
Der Dorfsowjet Wesnowski selski Sowet (ru. Весновский сельский Совет) wurde im Juni 1947 eingerichtet. Im Jahr 1965 wurde der südwestliche Teil des aufgelösten Tolstowski selski Sowet an den Wesnowski selski Sowet angeschlossen. Nach dem Zerfall der Sowjetunion bestand die Verwaltungseinheit als Dorfbezirk Wesnowski selski okrug (ru. Весновский сельский округ). Im Jahr 2008 wurden die verbliebenen Orte des Dorfbezirks in die neu gebildete Landgemeinde Wesnowskoje selskoje posselenije übernommen.
| Ortsname                     | Name bis 1947/50 | Bemerkungen |
| ---------------------------- | --- | --- |
| Bolochowo (Болохово)         | Grünkrug | Der Ort wurde 1947 umbenannt und vor 1988 verlassen. |
| Dalneje (Дальнее)            | Kischenbannies, 1938–1945: „Bühlerhof“                                                                                  | Der Ort wurde 1950 in Stalingradskoje umbenannt und 1962 im Zuge der Entstalinisierung in der Sowjetunion in Dalneje umbenannt. Der Ort wurde vor 1988 verlassen.                                                                                         |
| Darwino (Дарвино)            | Drozwalde | Der Ort wurde 1947 umbenannt und vor 1988 verlassen. |
| Djatlowo (Дятлово)           | Neuweide | Der Ort wurde 1947 umbenannt. |
| Dunaiskoje (Дунайское)       | Alt Wingeruppen, 1938–1945: „Windungen“, und Czuppen, 1938–1945: „Schuppen“                                             | Der Ort wurde 1950 umbenannt und war zunächst in den Dorfsowjet Tolstowski eingeordnet. Er wurde vor 1988 verlassen. |
| Fewralskoje (Февральское)    | Spullen und Bludszen/Bludschen, 1938–1945: „Vierhöfen“                                                                  | Der Ort wurde 1947 umbenannt. |
| Juschnoje (Южное)            | Radszen, 1935–1945: „Radenau“                                                                                           | Der Ort wurde 1950 umbenannt und vor 1975 verlassen. |
| Korobowo (Коробово)          | Karohnen | Der Ort wurde 1947 umbenannt und war zunächst in den Dorfsowjet Tolstowski eingeordnet. Er verlor vor 1988 seine Eigenständigkeit. |
| Kortschagino (Корчагино)     | Alt Moritzlauken, 1938–1945: „Altmoritzfelde“, Neu Moritzlauken, 1938–1945: „Moritzfelde“, und Schradersleben           | Der Ort wurde 1950 umbenannt und war zunächst in den Dorfsowjet Tolstowski eingeordnet. Er wurde vor 1975 verlassen. |
| Kuprino (Куприно)            | Meschkuppen, 1938–1945: „Bärenhöfen“, und Mingstimmehlen, 1938–1945: „Mingen“                                           | Der Ort wurde 1947 umbenannt und vor 1988 verlassen. |
| Kurganskoje (Курганское)     | Bärenfang | Der Ort wurde 1947 umbenannt und war zunächst in den Dorfsowjet Tolstowski eingeordnet. Er wurde vor 1988 verlassen. |
| Melnitschnoje (Мельничное)   | Brödlaugken, 1938–1945: „Bröden“                                                                                        | Der Ort wurde 1947 umbenannt und war zunächst in den Dorfsowjet Tolstowski eingeordnet. Er wurde vor 1975 verlassen. |
| Meschduretschje (Междуречье) | Neu Löbegallen, 1938–1945: „Neulöbenau“, und Ragupönen, 1938–1945: „Mittenwalde“                                        | Der Ort wurde 1950 umbenannt und war zunächst in den Dorfsowjet Tolstowski eingeordnet. Die Ortsstelle Neu Löbegallen/Neulöbenau wurde offenbar vor 1988 an den Ort Uslowoje angeschlossen, während die Ortsstelle Ragupönen/Mittenwalde verlassen wurde. |
| Mostowoje (Мостовое)         | Laugallen, 1938–1945: „Kleehausen“                                                                                      | Der Ort wurde 1947 umbenannt und war zunächst in den Dorfsowjet Tolstowski eingeordnet. Er wurde vor 1988 verlassen. |
| Murawjowo (Муравьёво)        | Kiggen, 1938–1945: „Steinershöfen“, Eggleningken, 1938–1945: „Kiefernberg“, und Draugupönen, 1938–1945: „Deihornswalde“ | Der Ort wurde 1950 umbenannt und offenbar vor 1988 auf die Nachbarorte Nowinki (Ortsstelle Eggleningken) und Saosjornoje (Ortsstelle Draugupönen) aufgeteilt.                                                                                             |
| Nagornoje (Нагорное)         | Jodszen/Jodschen, 1938–1945: „Ackermühle“                                                                               | Der Ort wurde 1947 umbenannt und vor 1975 verlassen. |
| Nowinki (Новинки)            | Kögsten, 1938–1945: „Michelfelde“                                                                                       | Der Ort wurde 1947 umbenannt. |
| Petrowskoje (Петровское)     | Budupönen, 1938–1945: „Buden“; Septinlöpen, seit 1928: Siebenlinden; und Laugallen, 1938–1945: „Lorenzen“               | Der Ort wurde 1950 umbenannt und vor 1975 verlassen. |
| Podlesnoje (Подлесное)       | Dauden | Der Ort wurde 1950 umbenannt und offenbar vor 1988 an den Ort Saosjornoje angeschlossen. |
| Podlipkowo (Подлипково)      | Ederkehmen, 1938–1945: „Edern“                                                                                          | Der Ort wurde 1947 umbenannt und vor 1975 verlassen. |
| Priwolnoje (Привольное)      | Neu Wischteggen, 1938–1945: „Henndorf“                                                                                  | Der Ort wurde 1947 umbenannt und war zunächst in den Dorfsowjet Tolstowski eingeordnet. Er wurde vor 1988 verlassen. |
| Romaschkino (Ромашкино)      | Wallindszen/Wallindschen, 1938–1945: „Wallinden“                                                                        | Der Ort wurde 1947 umbenannt und vor 1975 verlassen. |
| Saosjornoje (Заозёрное)      | Jänischken, 1938–1945: „Hansruh“                                                                                        | Der Ort wurde 1950 umbenannt. |
| Sawetnoje (Заветное)         | Pritzkehmen, 1938–1945: „Mühleck“                                                                                       | Der Ort wurde 1947 umbenannt und vor 1988 verlassen. |
| Schkolnoje (Школьное)        | Mittenwalde | Der Ort wurde 1950 umbenannt und war zunächst in den Dorfsowjet Tolstowski eingeordnet. Er wurde vor 1988 verlassen. |
| Sinjawino (Синявино)         | Orupönen, 1938–1945: „Grünrode“                                                                                         | Der Ort wurde 1947 umbenannt und vor 1975 verlassen. |
| Sorokino (Сорокино)          | Groß Skaisgirren, 1938–1945: „Großschirren“                                                                             | Der Ort wurde 1947 (als „Groß Kaitren“) umbenannt und war zunächst in den Dorfsowjet Tolstowski eingeordnet. |
| Stolbowoje (Столбовое)       | Birkenfelde [Kr. Tilsit-Ragnit]                                                                                         | Der Ort wurde 1947 umbenannt und war zunächst in den Dorfsowjet Tolstowski eingeordnet. Er wurde vor 1975 verlassen. |
| Sumarokowo (Сумароково)      | Klein Jodupönen, 1938–1945: „Kleinsorge“                                                                                | Der Ort wurde 1950 umbenannt und war zunächst in den Dorfsowjet Tolstowski eingeordnet. Er wurde vor 1975 verlassen. |
| Sussanino (Сусанино)         | Paulshof | Der Ort wurde 1950 umbenannt und war zunächst in den Dorfsowjet Tolstowski eingeordnet. Er wurde vor 1975 verlassen. |
| Uslowoje (Узловое)           | Rautenberg | Der Ort wurde 1947 umbenannt und war zunächst in den Dorfsowjet Tolstowski eingeordnet. |
| Wassilkowo (Васильково)      | Abschruten [Ksp. Mallwischken], 1938–1945: „Bitzingen“                                                                  | Der Ort wurde 1947 umbenannt und vor 1988 verlassen. |
| Wesnowo (Весново)            | Kussen | Verwaltungssitz |

Die vier im Jahr 1947 umbenannten Orte Drosdowo (Schwarballen/Grundweiler), Filatowo (Stablaugken), Medwedkino (Mingstimmen/Wiesenbrück) und Schanino (Schackeln/Mittenbach) sowie der im Jahr 1950 umbenannte Ort Kustarnikowo (Birkenfelde/Birkenhof) wurden ebenfalls zunächst in den Wesnowski selski Sowet eingeordnet, kamen dann (vor 1975) aber zum Dobrowolski selski Sowet.

### Wesnowskoje selskoje posselenije 2008–2015

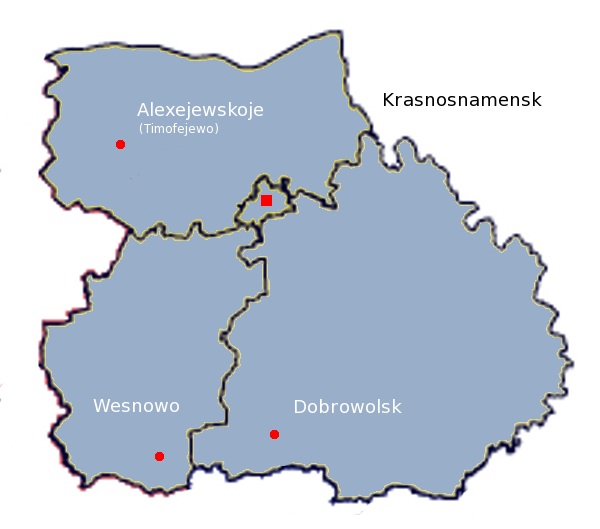
Lage der Landgemeinde Wesnowskoje selskoje posselenije im Rajon Krasnosnamensk

Die Landgemeinde Wesnowskoje selskoje posselenije (ru. Весновское сельское поселение) wurde im Jahr 2008 eingerichtet. Die Siedlungen gehörten vorher zu den Dorfbezirken Chlebnikowski selski okrug, Dobrowolski selski okrug und Wesnowski selski okrug. Die Gemeinde umfasste zwölf Siedlungen mit 2001 Einwohnern (Stand 2010) auf einer Fläche von 285 km³. Zum Ende 2015 wurde die Landgemeinde aufgelöst und deren Siedlungen in den neu gebildeten Stadtkreis Krasnosnamensk eingegliedert.
| Ortsname                   | deutscher Name                                       |
| -------------------------- | ---------------------------------------------------- |
| Belkino (Белкино)          | Groß Wersmeningken/Langenfelde                       |
| Djatlowo (Дятлово)         | Neu Wingeruppen/Neuweide                             |
| Fewralskoje (Февральское)  | Spullen und Bludszen/Vierhöfen                       |
| Nowinki (Новинки)          | Kögsten/Michelfelde                                  |
| Saosjornoje (Заозёрное)    | Jänischken/Hansruh                                   |
| Saratowskoje (Саратовское) | Groß Schorellen/Adlerswalde                          |
| Scheikino (Шейкино)        | Bagdohnen/Rodungen                                   |
| Schelannoje (Желанное)     | Henskischken/Hensken                                 |
| Sorokino (Сорокино)        | Groß Skaisgirren/Großschirren                        |
| Tolstowo (Толстово)        | Löbegallen/Löbenau                                   |
| Uslowoje (Узловое)         | Rautenberg, (Groß) Kamanten und Barachelen/Brachfeld |
| Wesnowo (Весново)          | Kussen                                               |

## Natur
Kussen galt als das Dorf mit den schönsten Bäumen in Ostpreußen. Unweit der Kirche stand der gewaltigste Ahornbaum der Provinz. Seine Krone hatte einen Durchmesser von 28 Metern bei einem Stammumfang von vier Metern. Im Pfarr- und im Gutsgarten sah man eine uralte Eiche und 100-jährige Linden, deren stärkste einen Stammumfang von 4,80 Metern hatte.

## Kirche

### Die Kussener Dorfkirche
Eine erste Kirche bestand in Kussen seit der Mitte des 16. Jahrhunderts. Diese wurde im Jahr 1743 auf Weisung des preußischen Königs Friedrich dem Großen durch einen Neubau ersetzt. Für das Mauerwerk wurden Feldsteine verwendet, das Dach wurde mit Ziegeln gedeckt, der Turm wurde aus Holz errichtet. Den Zweiten Weltkrieg überstand die Kirche ohne Schaden. Während der Sowjetzeit wurde die Kirche als Lagerhalle benutzt. Während dieser Zeit ging der Turm verloren. Nach dem Zerfall der Sowjetunion blieb das Gebäude ungenutzt und verfällt. Zwischen 1992 und 2008 verfiel das Dach, zwischen 2008 und 2016 stürzte die verbliebene Giebelwand ein.

### Kirchengemeinde
Die evangelische Kirchengemeinde wurde 1586 gegründet und gehörte anfangs zur Inspektion Insterburg (heute russisch: Tschernjachowsk). Bis 1945 war sie dann Teil des Kirchenkreises Pillkallen (Schloßberg) innerhalb der Kirchenprovinz Ostpreußen der Kirche der Altpreußischen Union. Das weitflächige Kirchspiel mit seinen 34 Orten, Ortschaften und Wohnplätzen zählte im Jahre 1925 5.500 Gemeindeglieder. Flucht und Vertreibung der einheimischen Bevölkerung sowie die antikirchliche Politik der Sowjetunion brachten das kirchliche Leben in Wesnowo zum Erliegen. Heute liegt der Ort im Einzugsbereich der evangelisch-lutherischen Gemeinde der Salzburger Kirche in Gussew (Gumbinnen) innerhalb der Propstei Kaliningrad (Königsberg) der Evangelisch-lutherischen Kirche Europäisches Russland mit Sitz in Moskau.

## Persönlichkeiten
- Friedrich Schmalz (1781–1847), deutscher Agrarwissenschaftler, übernahm in der Zeit von 1812 bis 1821 das Gut Kussen im Auftrage der preußischen Regierung